# Ursus Bus
Ursus Bus – polska firma specjalizująca się w produkcji autobusów elektrycznych, trolejbusów oraz tradycyjnych autobusów spalinowych. Powstał w dniu 24.04.2015 r. jako spółka akcyjna z udziałem dwóch akcjonariuszy: AMZ-KUTNO S.A. posiadającej 40 proc. udziałów i URSUS S.A. posiadającej 60 proc. udziałów. Siedziba główna firmy to obiekty Ursusa w Lublinie.
Głównym celem firmy jest produkcja pojazdów bezemisyjnych tzw. Zero-emissions vehicle (ZEV).
Dnia 5 lutego 2018 r. INVEST-MOT sp. z o.o. nabyła 29% akcji spółki URSUS BUS S.A. od AMZ Kutno S.A. W dniu 13 marca 2020 r. spółka została wykreślona z KRS wskutek połączenia z Ursus S.A. w upadłości.

## Produkty

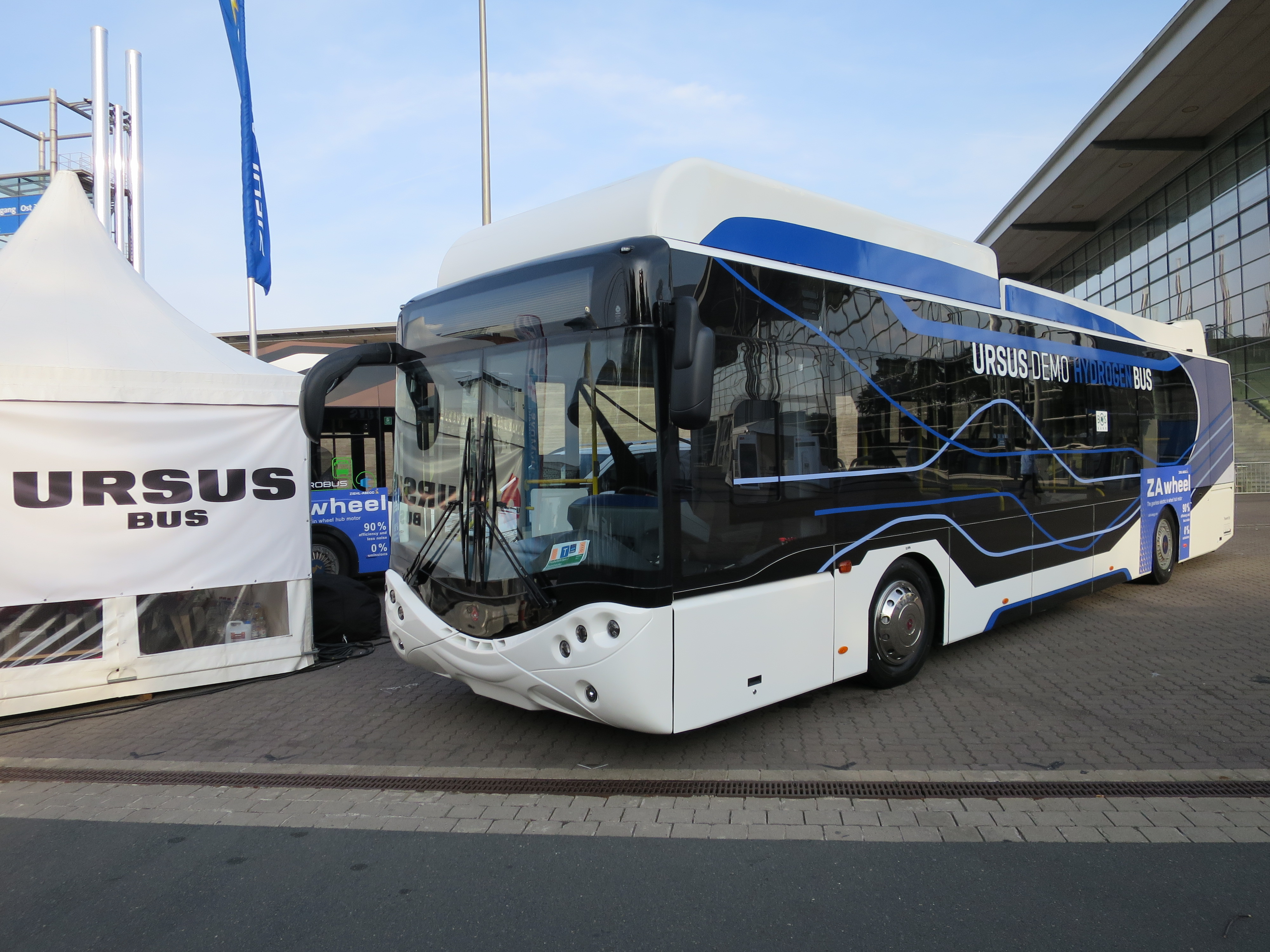
Ursus City Smile

### Autobusy elektryczne
- Ursus Ekovolt - niskopodłogowy 12 metrowy elektryczny autobus miejski
- Ursus City Smile 8.5E - niskopodłogowy 8,5-metrowy elektryczny autobus miejski
- Ursus City Smile 10E - niskopodłogowy 10-metrowy elektryczny autobus miejski
- Ursus City Smile 12E - niskopodłogowy 12-metrowy elektryczny autobus miejski
- Ursus City Smile 18E - niskopodłogowy 18-metrowy elektryczny autobus miejski

### Autobusy spalinowe
- Ursus City Smile 10M LF - niskopodłogowy 10-metrowy autobus miejski
- Ursus City Smile 12M LF - niskopodłogowy 12-metrowy autobus miejski

### Trolejbusy
- Ursus T701.16 - niskopodłogowy 12,5-metrowy trolejbus
- Ursus CS 18LFT - niskopodłogowy 18-metrowy trolejbus